# Углефикация
Углефикация (англ. coalification; нем. Inkohlung, Kohlenbildung, Kohlung) — природный процесс структурно-молекулярного преобразования (метаморфизации) органического вещества угля под влиянием высокого давления и температур. Углефикация — фаза углеобразования, в которой находящийся в недрах Земли торф последовательно преобразуется (при соответствующих условиях) сначала в бурый, потом в каменный уголь и антрацит. При этом повышается содержание углерода, снижается выход летучих веществ, увеличивается отражательная способность гелифицированных компонентов.
Выделяют 2 стадии углефикации: диагенез и метаморфизм угля. В стадии диагенеза завершаются гумификация растительного материала, старение и затвердевание коллоидов, происходит дегидратация, выделение газов, складывается петрографический состав угля. Дальнейший метаморфизм угля — совокупность физико-механических процессов, обусловленный продолжительным влиянием повышенных температур и давлений при погружении угленосных толщ в недра Земли, приводит к структурно-молекулярному преобразованию микрокомпонентов угля и существенным изменениям их химического состава и физических свойств.
По совокупности основных показателей состава и свойств выделяют 3 степени углефикации: низший (буроугольный), средний (каменноугольный) и высший (антрацитовый). Степень углефикации угля отображает его геологический возраст. «Наиболее молодой» в геологическом отношении — бурый уголь, «самый старый» — антрацит. См. также шунгит.
В общем непрерывном и необратимом процессе углефикации важнейшим её показателем является последовательное нарастание в элементном составе количества органических веществ угля, относительно содержания углерода, снижения содержания кислорода, а на высших стадиях углефикации — водорода и азота. С повышением степени углефикации возрастают блеск и отражательная способность угля, оптическая анизотропия, микротвёрдость, изменяются микрохрупкость, трещеноватость, люминесценция, плотность органической массы, гидрофильность, теплопроводность, электрические свойства, скорость прохождения ультразвука, спекаемость, теплота сгорания.
От степени углефикации зависят: химический состав, физические и технологические свойства угля, которые определяют возможные и наиболее рациональные направления его использования.